# 狐と鶴のご馳走

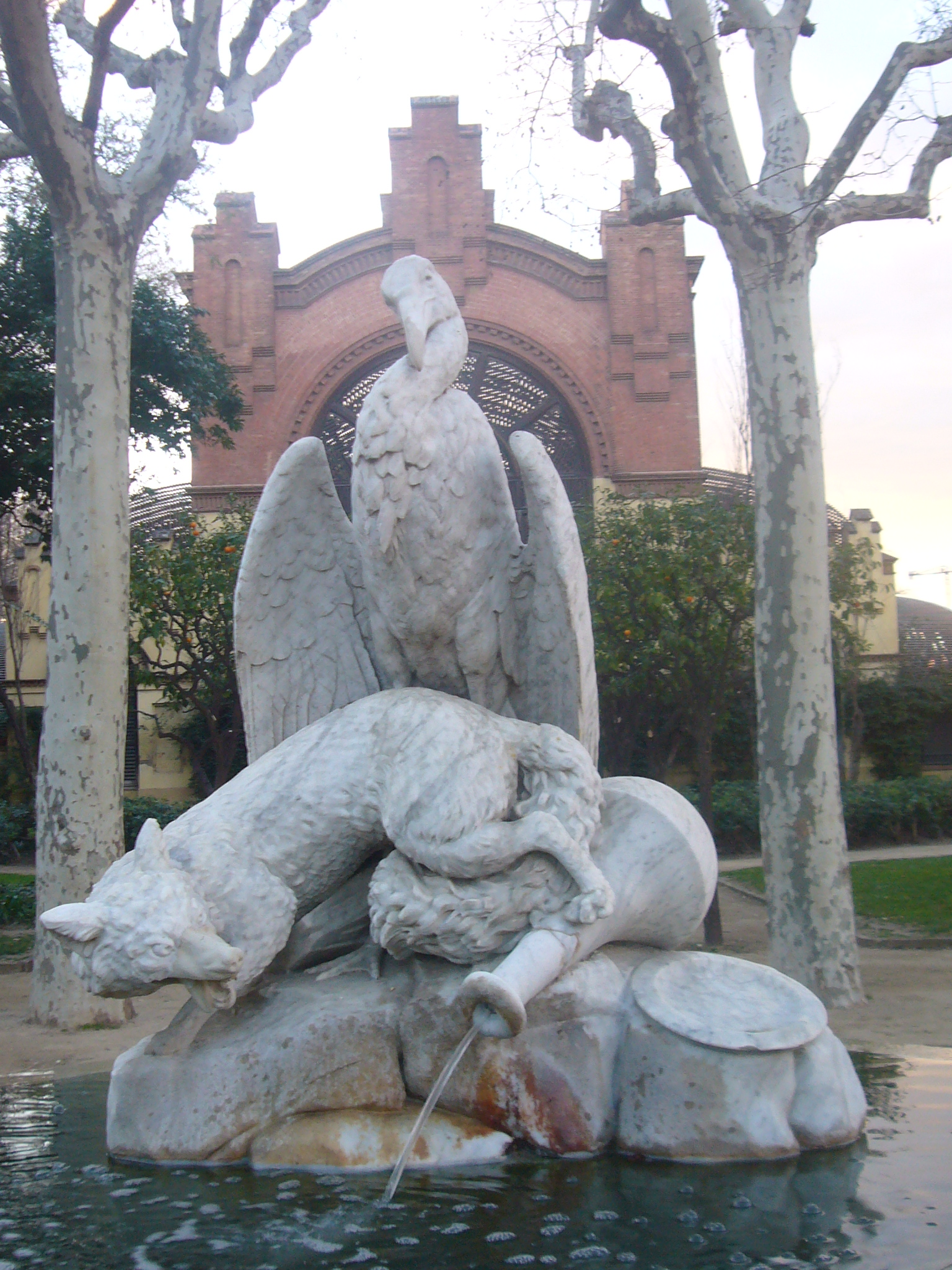

「狐と鶴のご馳走」（きつねとつるのごちそう）は、イソップ寓話のひとつ。ペリー・インデックス426番。
プルタルコス『食卓歓談集』の中にイソップ寓話として引用されている。

## あらすじ
意地悪好きの狐が鶴に「ご馳走するからいらっしゃい」と招待し、やって来た鶴にわざと平たい皿に入れたスープを差し出す。鶴はクチバシが長いため飲めない。それを見ながら狐はおいしそうにスープを飲む。

しばらく後、鶴は狐に「先日はご馳走をありがとう、今度は私がご馳走するからいらっしゃい」と言って、訪れた狐に細長い口の壷に入れた肉を差し出す。狐はクチバシがないのでそれを食べられない。それを見ながら鶴はおいしそうにクチバシで中の肉をつまんで食べる。

## 教訓
他人を傷つけた者は、いつか自分も同じように傷つけられる。
たとえ善意からくる行動であっても思慮が足りないと相手に受け入れられず、互いに傷つく。

## 備考
プルタルコスでは「鶴と狐」だがパエドルスの寓話 (Vulpis et ciconia)やラ・フォンテーヌの寓話詩 (fr:Le Renard et la Cigogne) などでは「狐とコウノトリ」になっている。